# 斯洛文尼亞奧林匹克委員會
斯洛文尼亞奧林匹克委員會（OKS）是斯洛文尼亞的國家奧林匹克委員會。該組織成立於1991年10月15日成立，是國際奧林匹克委員會和歐洲奧林匹克委員會的成員。1992年，首次派員參加在西班牙巴塞隆納舉行的夏季奧運會。
現時，斯洛文尼亞奧林匹克委員會的總部設在首都盧布爾雅那，主席是Janez Kocijančič，他在組織創立時就出任此職。

## 資料來源
1. ↑  .   [2014-06-27]. （原始内容存档于2016-06-22）.